# Côte picarde
La Côte Picarde és una competició ciclista d'un dia que es disputa des de 1992 per la regió de la Picardia al mes d'abril. Des del 2000 la cursa està reservada a ciclistes menors de 23 anys, i des del 2007 la cursa forma part de la Copa de les Nacions UCI sub-23.

## Palmarès
| Any  | Vencedor                 | Segon               | Tercer                     |
| ---- | ------------------------ | ------------------- | -------------------------- |
| 1992 | Jean-Philippe Dojwa      | Didier Rous         | Jaan Kirsipuu              |
| 1993 | Peter Verbeken           | Emmanuel Hubert     | Paul Haghedooren           |
| 1994 | Laurent Roux             | Tom Steels          | Jaan Kirsipuu              |
| 1995 | Thierry Marie            | Eric Van Lancker    | Cyril Saugrain             |
| 1996 | Philippe Gaumont         | Francis Moreau      | Christophe Leroscouet      |
| 1997 | Djamolidine Abdoujaparov | Fabio Sacchi        | Christophe Leroscouet      |
| 1998 | Mauro Zinetti            | Jean-Michel Thilloy | Franck Bouyer              |
| 1999 | Pascal Chanteur          | Serguei Ivanov      | Bart Voskamp               |
| 2000 | Johan Coenen             | Anthony Geslin      | Nicolas Inaudi             |
| 2001 | Andrei Kàixetxkin        | Anthony Geslin      | Gert Steegmans             |
| 2002 | Sébastien Chavanel       | Gert Steegmans      | Grégory Rast               |
| 2003 | Mathieu Claude           | Yohann Gène         | Pieter Weening             |
| 2004 | Saïd Haddou              | William Grosdent    | Jérémie Dartus             |
| 2005 | Jean-Marc Marino         | Jonathan Ferrand    | Tomasz Smolen              |
| 2006 | Guillaume Levarlet       | Romain Feillu       | Sébastien Besqueut         |
| 2007 | Simon Špilak             | Hyun Wook Joo       | Kristoffer Gudmund Nielsen |
| 2008 | Kristjan Koren           | Simon Clarke        | Nico Keinath               |
| 2009 | Timofey Kritskiy         | Iuri Agàrkov        | Sep Vanmarcke              |
| 2010 | Viatcheslav Kouznetsov   | John Degenkolb      | Pim Ligthart               |
| 2011 | Arnaud Démare            | Aleksei Tsatévitx   | Tosh Van der Sande         |
| 2012 | Vegard Breen             | Bob Jungels         | Jonas Ahlstrand            |
| 2013 | Caleb Ewan               | Sean De Bie         | Simon Yates                |
| 2014 | Jens Wallays             | Thomas Boudat       | Søren Andersen             |
| 2015 | Simone Consonni          | Owain Doull         | Daniel Hoelgaard           |